# Estación de Inca
Inca  es una estación ferroviaria situada en el municipio español homónimo en la isla de Mallorca. Es un importante nudo ferroviario al confluir en ella las líneas T1, T2 y  T3 de Servicios Ferroviarios de Mallorca (SFM).

## Situación ferroviaria
La estación se encuentra en punto kilométrico 28,605 de la línea férrea de ancho métrico Palma-Manacor, a 128 metros de altitud El tramo es de vía doble y está electrificado a 1500 V en CC. Históricamente perteneció a la línea, parcialmente desmantelada, de Palma a Artá con ramales a Felanich, La Puebla y Alaró.

## Historia

### Primeros años
La estación fue inaugurada el 25 de febrero de 1875 con la puesta en marcha del tramo Palma de Mallorca – Inca de la línea Palma de Mallorca - Manacor. Su explotación inicial quedó a cargo de la Compañía de los Ferrocarriles de Mallorca quien también se hizo con la línea Inca - La Puebla en 1878 y con la totalidad de la red ferroviaria mallorquina a excepción del Ferrocarril de Sóller. Inicialmente el ancho de la vía era de tres pies (914 mm).
En 1922 se llegó a contemplar la electrificación del tramo entre Palma e Inca, pero el proyecto presentado no se llevó a cabo. El 5 de mayo de 1931 se completó la doble vía en ese mismo tramo. En 1941, al no ser la línea de ancho ibérico, la estación no fue nacionalizada y transferida a la recién creada RENFE, sino que pudo conservar su autonomía, al menos durante una década.

### Bajo EFE y FEVE

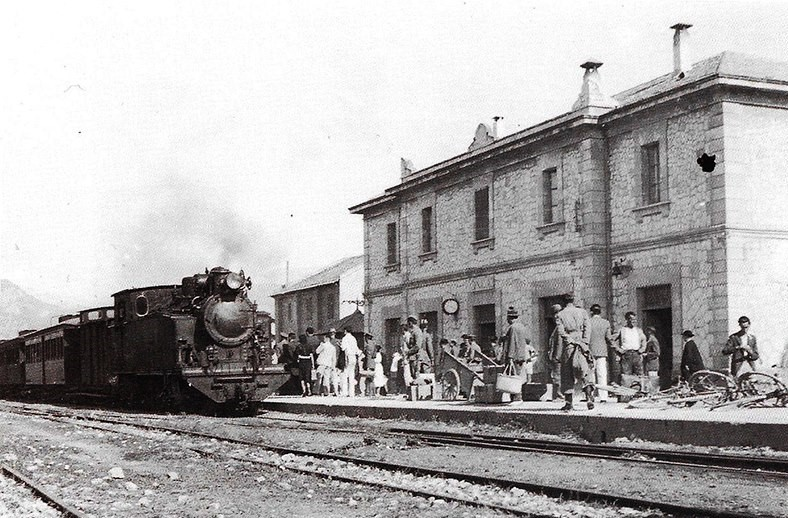
Estación de Inca en 1950, un año antes de su traspaso al estado.

El 1 de agosto de 1951 las líneas de los Ferrocarriles de Mallorca se nacionalizan y pasan a ser gestionados por Explotación de Ferrocarriles por el Estado (EFE). En 1956 comenzaron a circular los primeros automotores Ferrostaal traídos de Alemania. Fueron cuatro unidades de un solo coche que estuvieron en servicio hasta que fueron destruidas por un incendio diez años más tarde.
El patrimonio ferroviario de Ferrocarriles de Mallorca quedó incorporado definitivamente al estado en 1959. EFE inició un proceso de sustitución de la tracción vapor por diésel, que supuso la eliminación de la tracción a vapor, cuyo último servicio aconteció el 12 de diciembre de 1964.
Sin embargo, con la creación de FEVE la explotación quedó a cargo de nueva compañía estatal en 1964.
El 20 de junio de 1977 fue clausurado el tramo Empalme-Manacor-Artá, debido a un accidente en un paso a nivel en Petra. El cierre, que iba a ser temporal, se convirtió en definitivo. Este hecho supuso que la estación de Inca perdiera la conexión con el occidente mallorquín.
El 28 de febrero de 1981 fue clausurado el tramo de Inca a La Puebla por falta de rentabilidad económica, lo que supuso que Inca quedara como estación terminal. En 1985 se completó la conversión del trazado de ancho de tres pies a ancho métrico.

### Bajo SFM
El 31 de marzo de 1994 la gestión de FEVE se traspasa al gobierno balear, por medio de los Serveis Ferroviaris de Mallorca (SFM) fundados el 14 de enero de ese mismo año, que explota un total de 77 kilómetros de vías en ancho métrico.
En 1998 el Gobierno de las Islas Baleares inició las obras de reapertura de la línea de tren de Inca a La Puebla, que volvería a ver llegar al ferrocarril el 27 de diciembre de 2000. 
En 2003 se recuperó el servicio ferroviario hasta Manacor. En 2009 se duplicó la vía entre Inca y Empalme. El 16 de febrero de 2012 se inauguró la electrificación de la línea. Finalmente, el 24 de febrero de 2012 se concluyeron las obras de electrificación entre Palma y Empalme, dando paso a unidades eléctricas de la serie 81 de SFM para cubrir este trayecto, realizándose en Empalme los necesarios trasbordos a unidades diésel de la serie 61 hasta La Puebla y Manacor, hasta la total electrificación de la red el 8 de enero de 2019.
El 8 de enero de 2019 llegó el primer tren eléctrico a la estación con destino Manacor, concluyendo de esta forma la total electrificación de la red.

## La estación

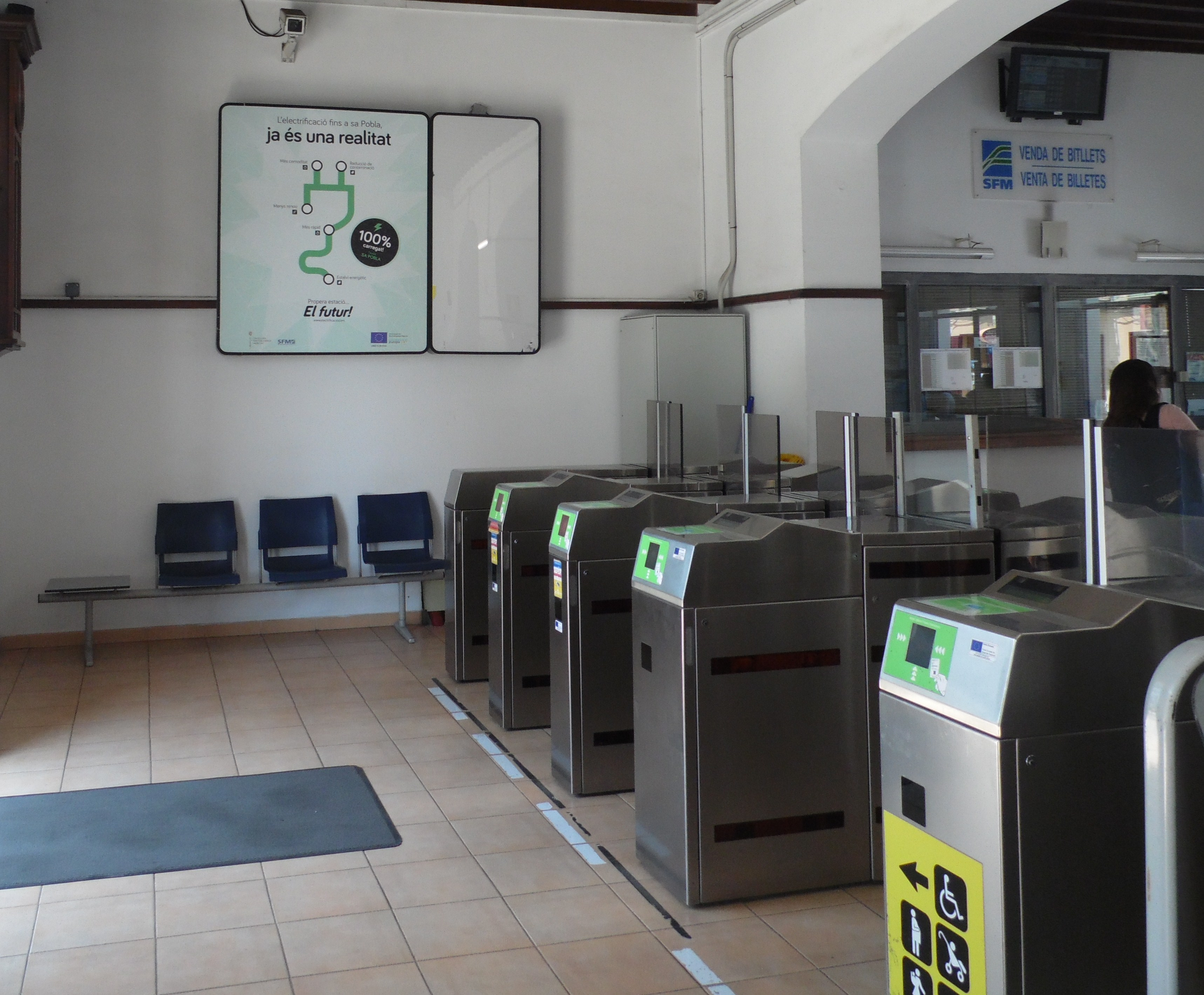
Acceso a la estación en el interior edificio en 2019.

Pertenece a las estaciones originales de la línea. La construcción del edificio de viajeros ya estaba en curso al finalizar el año 1874. Igualmente, en febrero de 1875, se pudo ya disponer de tanto de unas cocheras para carruajes, como de otra para locomotoras.
En la estación se erigieron, aparte del edificio de viajeros de 24 metros de largo por 10 de ancho, un almacén y muelle de mercancías más una cochera para carruajes y otra para locomotoras. Todos estos edificios se construyeron en sillería, mampostería carecida [sic] u ordinaria, empleando la primera para el zócalo, jambas, dinteles, aristones, fajas y cornisas, quedando la segunda para entrepaños y cimientos.
Llegó a disponer además del edificio de viajeros, una vivienda de mozos ferroviarios, un almacén y dos cocheras, una para locomotoras y otra para los coches y vagones. El personal era el siguiente: Jefe de estación, dos mozos, un guardagujas, un factor, un expendedor, un sereno y un conserje.
La estación se encuentra situada en una zona céntrica de la ciudad de Inca, cerca del Cuartel General Luque, la Plaza de toros y la fábrica de Quely. Es una de las más importantes de la red tras la Intermodal de Palma de Mallorca, puesto que pasan por ella las tres líneas de la red y dispone de terminal anexa de líneas de autobús interurbano, que la convierte en el punto de unión entre la ciudad y las localidades de la zona. Está situada al comienzo de la Calle Obispo Llompart, inicio de la zona peatonal que cruza el centro de la ciudad y toda su zona comercial.
Situado a la izquierda de las vías en kilometraje ascendente, el edificio de viajeros es una amplia estructura con dos anexos de igual altura y dos plantas con vanos adintelados. Siguiendo la tónica habitual de las estaciones originales de la línea, está realizado en piedra del lugar con las esquinas rematadas con sillares. El edificio está rematado con un frontón, que no ha conservado el reloj original. La estación actual dispone de las dos vías generales con andenes laterales (vía 2 frente al edificio de viajeros y vía 1), además de una vía muerta (vía 3) a la derecha de las mismas que comparte el andén con la vía 1.
El edificio de viajeros acoge en la planta baja la taquilla y las barreras de control de acceso. Tiene un segundo acceso a andenes, dotado de máquinas de venta de billetes y barreras tarifarias. Los cambios de andén se efectúan a a través de un paso inferior con escaleras fijas y ascensor. El recinto incluía un almacén, que ha quedado fuera del mismo y desligado de servicios ferroviarios. Destaca la gran marquesina, con sus andenes recrecidos, que cubre por completo las vías en un tramo al oeste de la estación. Al lado de la estación ferroviaria está la estación de autobuses, que une Inca con varias poblaciones del entorno.
En octubre de 2023 se inaugura un apeadero junto al Hospital Comarcal de Inca.
En agosto del 2024, Servicios Ferroviarios de Mallorca recupera los cuatro relojes que se hallaban retirados alguno de ellos más de ochenta años.

## Servicios ferroviarios
La estación forma parte de las líneas de la red de Servicios Ferroviarios de Mallorca siendo terminal de la T1. El servicio se presta con trenes eléctricos de la serie 81 de SFM, fabricados por CAF.
El horario de frecuencias de la estación puede consultarse en la siguiente página. En general, hay una frecuencia mínima de diez minutos hacia Palma en laborables y hasta de treinta minutos hacia Palma en sábados y festivos. Los tiempos de paso aumentan en las conexiones con La Puebla y Manacor, pudiendo llegar en algún momento a ser superior a la hora. Algunos de los servicios, especialmente de la T2, no efectúan paradas intermedias entre Marrachí y Palma. Estos trenes se conocen como Inca Express y acortan tiempos de viaje. Este servicio se presta con unidades eléctricas de piso bajo de la serie 91 de SFM, inicialmente destinadas a la proyectada línea tren-tram de Manacor a Artá.
| procedencia/destino | < estación | Línea      | estación > | destino/procedencia |
| ------------------- | ---------- | ---------- | ---------- | ------------------- |
| Palma de Mallorca   | Lloseta    | [ nota 1 ] | Terminal   | Terminal            |
| Palma de Mallorca   | Lloseta    |            | Empalme    | La Puebla           |
| Palma de Mallorca   | Lloseta    |            | Sinéu      | Manacor             |